# Luigi Carpaneda
Luigi Arturo Carpaneda (Milánó, 1925. november 28. – Milánó, 2011. december 14.) olimpiai és világbajnok olasz tőrvívó, vitorlázó.